# Dekady Azji

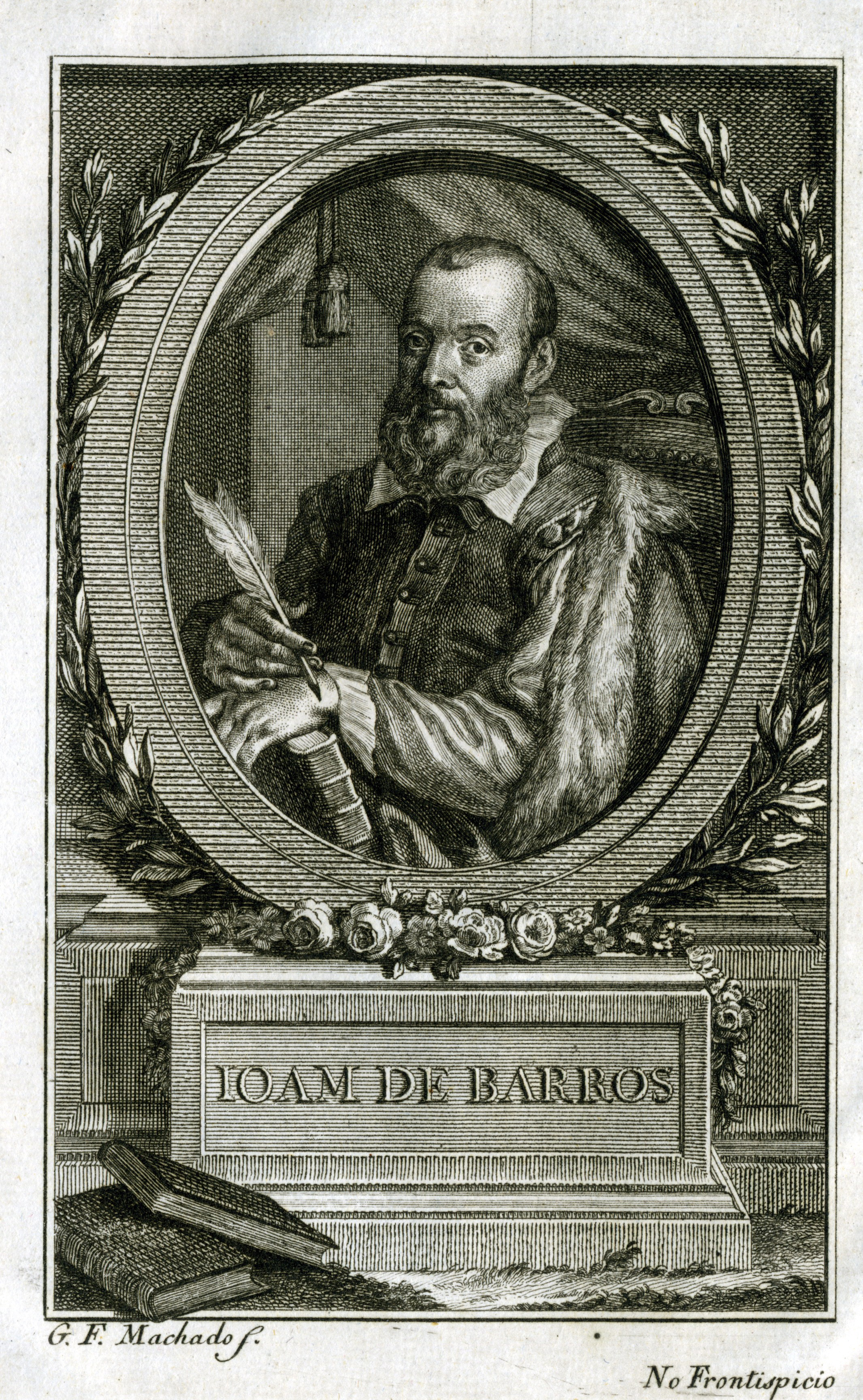
João de Barros

Dekady Azji lub Dekady (port. Décadas da Ásia) – portugalski utwór historiograficzny, poświęcony Azji, pisany przez João de Barrosa i kontynuowany przez Diogo do Couto.
Dekady Azji miały być częścią zaplanowanego przez Barrosa opracowania historii powszechnej, obejmującego historię Portugalii, Azji, Afryki i Brazylii. Ostatecznie powstała jednak jedynie część poświęcona Azji. Nazwa utworu wywodzi się od sposobu jego kompozycji – materiał podzielono w nim na dziesięciolecia. Za swojego życia Barros opublikował trzy części (w 1552, 1553 i 1562 roku). Obejmowały one okres od czasów Henryka Żeglarza do 1539 roku, zawierając opisy podróży Vasco da Gamy i utworzenie Estado da Ínfia. Materiały do utworu Barros czerpał z dokumentów (w tym z tłumaczonych na zlecenie źródeł chińskich, perskich i indyjskich) oraz relacji podróżników.
Po 1595 roku Diogo do Couto pracował nad kolejnymi Dekadami (4–12). Spośród dziewięciu napisanych przez niego części, do naszych czasów przetrwało jedynie pięć (czwarta, piąta, szósta, siódma i dziesiąta). Dekady ósma i dziewiąta zostały skradzione, a z pozostałych znane są tylko fragmenty.
W 1615 roku João Batista Lavanha opublikował opracowane przez siebie materiały Barrosa, które miały składać się na czwartą Dekadę.